# Rogue Stormers
Rogue Stormers (früher: Dieselstörmers) ist ein von Black Forest Games entwickeltes Shoot ’em up für Windows. Erstmals auf der Game Developers Conference 2010 in San Francisco, unter dem Projektnamen Ravensdale gezeigt, wurde bereits seit 2007 an dem Projekt gearbeitet.

## Spielprinzip
Bei Dieselstörmers handelt es sich um ein seitlich scrollendes Shoot ’em up mit Fokus auf kooperativem Gameplay. Es spielt in einem Dieselpunk-Fantasyszenario. Die Spieler bewegen sich durch zufallsgenerierte Level und bekämpfen Orks und Goblins mit selbst gebauten Waffen. Das Spiel bietet sowohl einen Einzelspieler- als auch einen lokalen- und einen Online-Koop-Mehrspieler-Modus.

## Entwicklung
Das Spiel basiert auf einem Konzept, das ursprünglich vom deutschen Entwicklerstudio Spellbound entwickelt wurde. Die ersten Überlegungen zu dem Spiel entstanden bereits 2006, als das Unternehmen nach dem Abschluss der Arbeiten an Desperados 2 Konzepte für mögliche Nachfolgeprojekte entwarf.
Schließlich erhält Spellbound jedoch von JoWood den Auftrag über die Entwicklung des Gothic-Nachfolgers Arcania, im August 2008 wird das Engagement bekanntgegeben. Im April 2010, wenige Monate vor Veröffentlichung des Rollenspiels Arcania, wurden unter dem Titel Ravensdale erstmals Designstudien bei einer Präsentation der Vision-Spielengine auf der Game Developers Conference vorgestellt. In der Presse wurde das Spiel vielfach als Rollenspiel bezeichnet, während Spellbound von einem Fantasy-Actionspiel mit Steampunk-Elementen sprach. Im selben Jahr wurde das Konzept von einem Rollenspiel auf einen Sidescroller umgestellt.
Im März 2012 meldete Spellbound Insolvenz an. Ein Teil der Belegschaft ging auf das neue Entwicklerstudio Black Forest Games über, das auch die Marken und bisherigen Entwicklungsarbeiten von Spellbound fortführte. Nach der Veröffentlichung des über die Crowdfunding-Plattform Kickstarter finanzierten Jump ’n’ Runs Giana Sisters: Twisted Dreams bemühte sich das Unternehmen im Juli/August 2013 auch um eine Finanzierung seines Project Ravensdale über 500.000 US-Dollar, konnte sein Finanzierungsziel jedoch nicht erreichen und brach die Finanzierungsphase daher vorzeitig ab. Durch das Scheitern des Kickstarters geriet das Unternehmen in finanzielle Bedrängnis, die nur durch Entlassungen und Gelegenheitsaufträge abgewendet werden konnte. Im April 2014 unternahm das Studio einen zweiten Finanzierungsanlauf, nun unter dem Titel Dieselstörmers und mit einem deutlich geringeren Finanzierungsziel von 50.000 US-Dollar. Zeitgleich wurde ein erster spielbarer Prototyp zur Bewerbung des Kickstarters bereitgestellt. Das Spiel wurde am 23. Mai 2014 mit einer Gesamtsumme von 52.931 US-Dollar erfolgreich finanziert, die von etwas weniger als 1200 Unterstützern bereitgestellt wurden.
Am 17. Juli 2014 wurde das Spiel erstmals in einer Entwicklungsversion über das Early-Access-Programm der Online-Verkaufsplattform Steam gegen Bezahlung für Interessenten zugänglich gemacht. Wenige Tage später legte das italienische Modelabel Diesel gegen die Markeneintragung des Namens Dieselstörmers Einspruch ein, da das Unternehmen darin eine Verletzung seiner Namensrechte am Begriff Diesel im Computerspielbereich sah. Black Forest verlor den darauffolgenden Rechtsstreit und änderte daraufhin 2015 den Namen zu Rogue Stormers.

## Rezeption
Am 24. Juli 2013 veröffentlichte das Spielemagazin PC Gamer ein vorläufiges Review der Early-Access-Fassung. Demnach erinnere das Spiel im derzeitigen Zustand mehr an eine „wunderschön animierte Tech-Demo“ als an eine spielbare Alpha-Version, da das Spiel noch zu wenige Spielfunktionen enthalte. Daher könne zu diesem Zeitpunkt keine Kaufempfehlung ausgesprochen werden. Dennoch bescheinigte der Autor dem Spiel Potenzial, sofern Black Forest Games seine Versprechungen umsetzen könne und Änderungen am Game Design vornehme.
Die von der Rheinischen Post betriebene Website Spielehelden.net verglich in einem Artikel vom September 2014 das Spielprinzip mit den Spielereihen Metal Slug und Contra, erweitert um einige Rollenspiel-Aspekte ähnlich Diablo. Auch hier bemängelte die Autorin einen noch zu geringen Spielumfang, wobei der Entwicklungsfortschritt mit 10–20 % angegeben wurde. Insgesamt bewertete sie das Gezeigte als „sehr ordentlich“.